# Oscar del calcio AIC 1999

L'italiano Christian Vieri, migliore calciatore assoluto agli Oscar del calcio AIC 1999.

L’Oscar del calcio AIC 1999 fu la terza edizione dell'Oscar del calcio AIC, la manifestazione in cui vengono premiati i protagonisti del calcio italiano dall'Associazione Italiana Calciatori.

## Vincitori
Di seguito sono riportate tutte le nomination dei vari oscar assegnati:

### Migliore calciatore italiano
| Piazzamento | Giocatore        | Squadra |
| ----------- | ---------------- | ------- |
| Vincitore   | Christian Vieri  | Lazio   |
| Nomination  | Alessandro Nesta | Lazio   |
| Nomination  | Francesco Totti  | Roma    |

### Migliore calciatore straniero
| Piazzamento | Giocatore         | Nazionalità | Squadra    |
| ----------- | ----------------- | ----------- | ---------- |
| Vincitore   | Gabriel Batistuta | Argentina   | Fiorentina |
| Nomination  | Márcio Amoroso    | Brasile     | Udinese    |
| Nomination  | Lilian Thuram     | Francia     | Parma      |

### Migliore portiere
| Piazzamento | Giocatore         | Squadra    |
| ----------- | ----------------- | ---------- |
| Vincitore   | Gianluigi Buffon  | Parma      |
| Nomination  | Christian Abbiati | Milan      |
| Nomination  | Francesco Toldo   | Fiorentina |

### Migliore calciatore giovane
| Piazzamento | Giocatore        | Squadra  |
| ----------- | ---------------- | -------- |
| Vincitore   | Francesco Totti  | Roma     |
| Nomination  | Simone Inzaghi   | Piacenza |
| Nomination  | Alessandro Nesta | Lazio    |

### Migliore allenatore
| Piazzamento | Allenatore         | Squadra  |
| ----------- | ------------------ | -------- |
| Vincitore   | Alberto Zaccheroni | Milan    |
| Nomination  | Marcello Lippi     | Juventus |
| Nomination  | Carlo Mazzone      | Bologna  |

### Migliore calciatore assoluto
| Piazzamento | Giocatore       | Nazionalità | Squadra |
| ----------- | --------------- | ----------- | ------- |
| Vincitore   | Christian Vieri | Italia      | Lazio   |

### Migliore squadra
| Piazzamento | Squadra |
| ----------- | ------- |
| Vincitore   | Lazio   |
| Nomination  | Milan   |
| Nomination  | Parma   |

### Migliore arbitro
| Piazzamento | Arbitro           |
| ----------- | ----------------- |
| Vincitore   | Stefano Braschi   |
| Nomination  | Robert Boggi      |
| Nomination  | Pierluigi Collina |